# Lernaea esocina
Lernaea esocina – gatunek pasożyta z podgromady widłonogów, rodziny Lernaeidae.
Długość ciała: 10,0–13,5 mm u samicy. Kształt ciała walcowaty. Posiada wyodrębnioną głowę z dwoma parami wyrostków. Worki jajowe przeciętnie maja długość 1/4 długości ciała. Pasożyt zakotwicza się w ciele żywiciela głową, pozostawiając wystający na zewnątrz tułów i odwłok.
Jest pasożytem skóry i skrzeli ryb. Pasożytuje na wielu gatunkach ryb. Głównym żywicielami są: szczupak (Esox lucius), okoń (Perca fluvitalis), sandacz (Lucioperca lucioperca), jazgarz (Gymnocephalus cernuus). Pasożyty te występują na obszarze Europy  oraz Azji.